# Presbistus crudelis
Presbistus crudelis is een insect uit de orde Phasmatodea en de familie Aschiphasmatidae. De wetenschappelijke naam van deze soort is voor het eerst geldig gepubliceerd in 1859 door Westwood.